# Alchemilla bombycina
Alchemilla bombycina é uma espécie de rosácea do gênero Alchemilla, pertencente à família Rosaceae.